# ماتیه
ماتیه (به ایتالیایی: Mattie) یک کومونه در ایتالیا است که در استان تورین واقع شده‌است. ماتیه ۲۷٫۷ کیلومتر مربع مساحت و ۷۱۱ نفر جمعیت دارد و ۷۳۰ متر بالاتر از سطح دریا واقع شده‌است.